# Henryho kapsa

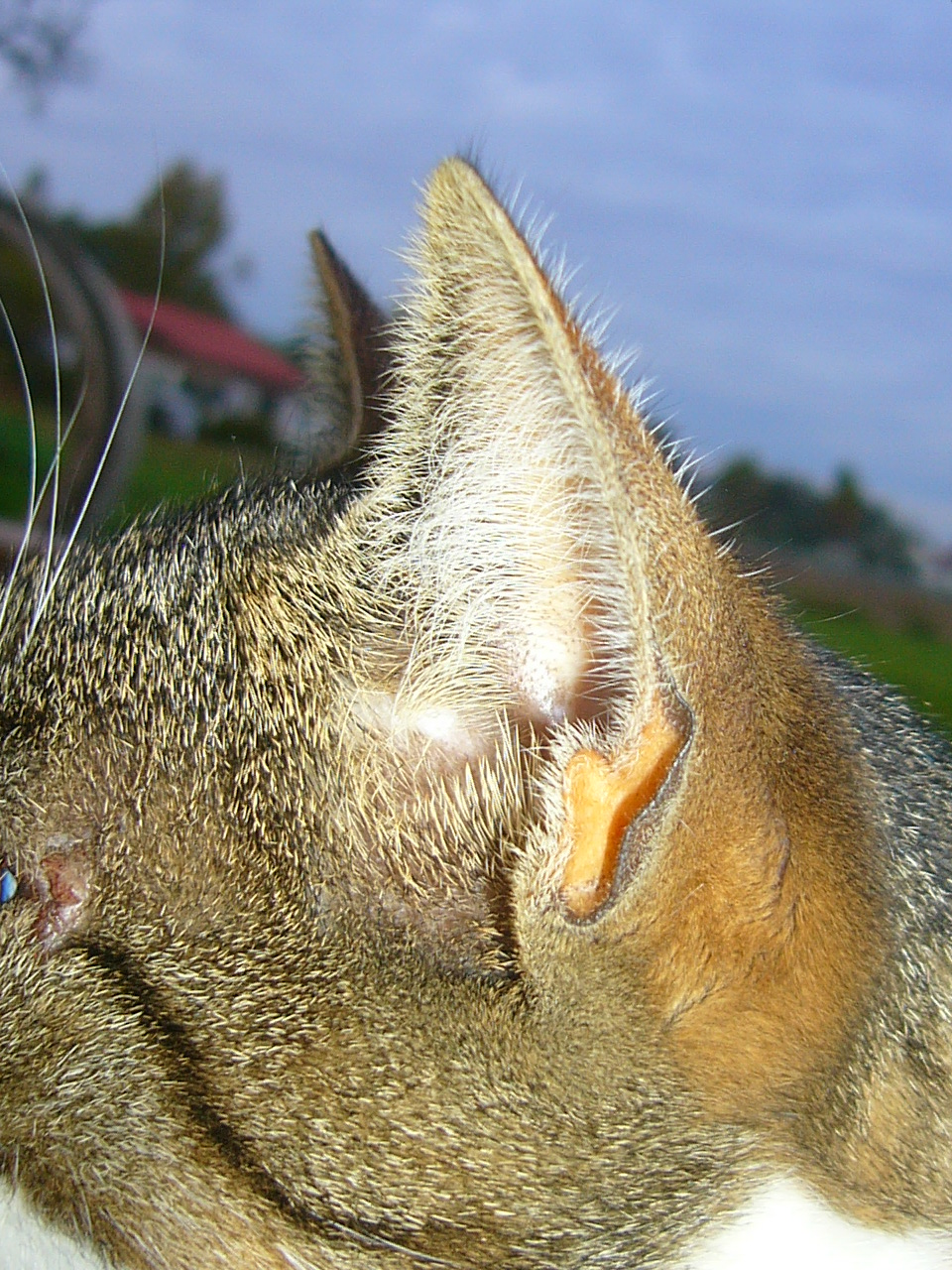
Henryho kapsa u kočky domácí

Ve zvířecí anatomii je Henryho kapsa, formálněji známá jako kožní okrajová kapsa, kožní záhyb tvořící otevřenou kapsu na nižší zadní části zevního ucha. Kapsa se nachází v oblasti, kde se u lidí nachází antitragus (malý hrbolek nad ušním lalůčkem). Vyskytuje se u mnoha druhů, ale je zvláště patrný u kočky domácí, Felis catus, a některých psích ras.
Kapsa má neznámou funkci a není jasné, jestli vůbec nějakou. Ovšem existuje jedna hypotéza, že kapsa pomáhá detekovat vysoké zvuky tím, že zeslabuje ty nízké, hlavně když je ucho nakloněno, jak je typické pro kočky při lovu. 
Kapsa je častým místem, kde se shromažďují parazité a proto by se měla kontrolovat při veterinární prohlídce.